# 丛台酒
丛台酒，是河北邯郸地区所产的中国名酒，现产品包括从台酒和贞元增酒等系列。邯郸农业基础雄厚，酿酒历史源远流长，有关邯郸酿酒及丛台酒名称由来的记载众多。从战国到明朝时期，邯郸当地不仅酿酒相当发达，而且品质卓越，堪称天下奇珍。明朝时，贞元增烧坊在邯郸东门里诞生，至民国初年参加巴拿马万国博览会荣获金质大奖章。